# Kamomill
Kamomill, Matricaria recutita L., är en art i växtsläktet kamomiller. Den finns både vild och odlad.

## Beskrivning
Kamomill är ettårig, blir cirka 20 cm hög och blommar juni–september.
Alla arterna i släktet Matricaria har blomkorgar som mycket liknar dem i släktet Chrysanthemum. Men arter i släktet Matricaria känns lätt igen på de findelade bladen med nästan trådsmala flikar. Blomfästet är hos Matricaria mera upphöjt, kägelformigt, och dessutom hos Matricaria recutita ihåligt.
Vid slutet av blomningstiden böjer sig de vita strålblommorna nedåt.
Frukten är en endast 1 mm lång, fårad nöt.
Kamomill innehåller i ännu högre grad än de flesta av sina släktingar en eterisk (flyktig) olja, framför allt i blomkorgarna. Oljan ger växten en sötaktig kryddlukt. 
Kromosomtal 2n = 18.

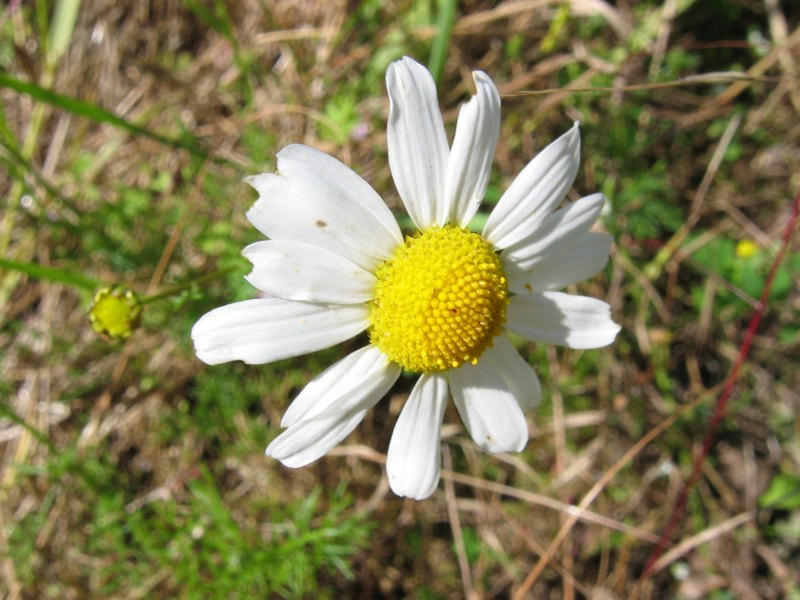
Baldersbrå

Förväxlingsart är baldersbrå, Tripleurospermum perforatum (Mérat) Wagenitz

## Synonymer
- Anthemis vulgaris L. ex Steud., 1821
- Chamaemelum chamomilla (L.) E.H.L.Krause, 1905
- Chamaemelum vulgare Garsault, 1764
- Chamaemelum vulgare (L. ex Steud.) Bubani, 1899
- Chamomilla courrantiana (DC.) C.Koch, 1851
- Chamomilla meridionalis C.Koch, 1843
- Chamomilla officinalis C.Koch, 1843
- Chamomilla patens Gilib., 1782
- Chamomilla recutita (L.) Rauschert, 1974
- Chamomilla recutita var. bayeri (Kanitz) J.Dostál, 1984
- Chamomilla vulgaris (L. ex Steud.) S.F.Gray, 1821
- Chrysanthemum chamomilla (L.) Bernh., 1800
- Courrantia chamomilloides Sch.Bip., 1844 nom. illeg.
- Leucanthemum chamaemelum Lam., 1779
- Matricaria bayeri Kanitz, 1862
- Matricaria chamomilla auct.
- Matricaria chamomilla Blanco, 1837
- Matricaria chamomilla subsp. bayeri (Kanitz) H.Neumayer
- Matricaria chamomilla var. coronata J.Gay ex Boiss., 1840
- Matricaria chamomilla var. coronata Coss. & Germ. nom. illeg.
- Matricaria chamomilla f. kochiana (Sch.Bip.) Fiori
- Matricaria chamomilla var. pappulosa Margot & Reut., 1840
- Matricaria chamomilla var. recutita (L.) Fiori, 1927
- Matricaria chamomilla var. recutita (L.) Grierson, 1974
- Matricaria chamomilla var. recutita L.) Grierson, 1974
- Matricaria chamomilla var. recutita (L.) Fiori, 1927
- Matricaria chamomilla var. salina Schur
- Matricaria coronata (J.Gay ex Boiss.) W.D.J.Koch, 1843
- Matricaria courrantiana DC. [Fiori & Paol., 1903
- Matricaria deflexa Gilib., 1782
- Matricaria exigua Tuntas, 1901
- Matricaria kochiana Sch.Bip., 1844
- Matricaria kochianum Sch.Bip.
- Matricaria littoralis Rouy, 1903
- Matricaria obliqua Dulac, 1867
- Matricaria patens Gilib. nom. inval.
- Matricaria pusilla Willd., 1809
- Matricaria pyrethroides DC., 1838
- Matricaria recutita L., 1753
- Matricaria recutita var. coronata (J.Gay ex Boiss.) Fertig, 1978
- Matricaria recutita var. kochiana (Sch.Bip.) Greuter, 1976
- Matricaria recutita var. pappulosa (Margot & Reut.) Feinbrun, 1976
- Matricaria salina Schur, 1853
- Matricaria salina Nyman, 1879
- Matricaria suaveolens L., 1755 nom. illeg.
- Matricaria tenuifolia Salisb., 1796
- Matricaria tenuifolia Poir., 1814
- Pyrethrum hispanicum Salzm. ex Boiss., 1840 nom. inval.
- Pyrethrum hispanicum Willk., 1865

## Habitat
Kamomill finns över hela Europa och i västra Asien. I Sverige finns den i stora delar av Götaland och Svealand.
Introducerad i Australien.

### Utbredningskartor
- Norden [2]
- Norra halvklotet
  - Ej ursprunglig i Nordamerika

## Biotop
Trivs i soliga lägen med näringsrik mylla. Indikatorväxt för lerhaltig mark.
Kamomill är vanlig på åkrar, trädor, i sand- och grusmarker, vid vägkanter och gator. Den har spritts med vägbyggen och odling upp till nordligaste Skandinavien. När kamomill förekommer i åkermark, betraktas den som ogräs.
Kamomill odlas även på stora fält i Tyskland, Nederländerna, Ungern, Frankrike och Italien.

## Etymologi
- Släktnamnet Matricaria kommer av latin matrix = moder.
- Artepitetet recutita är senlatin och betyder studsa tillbaka, avskuren, trubbig, flådd. Av latin cutis = hud, skal.
- Kamomill kan härledas från grekiska khamaimêlon, egentligen = jordäpple, därmed syftande på en äppleliknande doft.[3]

Vad Linné tänkte på, när han myntade det vetenskapliga namnet är oklart. Möjligen tog han fasta på betydelsen livmoder i släktnamnet Matricaria och syftade därmed på den ihåliga blomkorgen.
Enligt signaturläran kan beredningar av den livmoderliknande ihåliga blomkorgen användas för att lindra menstruation- och förlossningsmärtor.

## Medicinsk användning
Kamomill anses traditionellt kunna användas mot förkylnings- och matspjälkningbesvär, och som inslag i magsaft- och galldrivande s k teer.  Förr användes det även mot feber.
Innehållsämnen  
Växtdelarna innehåller 0,3–1,5 % eteriska oljor:

α-bisabolol

- alpha-bisabolol (Kamillosan),
(5–70 %), C15H26O, (2S)-6-methyl-2-[(1S)-4-methylcyclohex-3-en-1-yl]hept-5-en-2-ol
- alpha‐Cubeben, C15H24, 4,10-dimethyl-7-propan-2-yltricyclo[4.4.0.01,5]dec-3-ene
- alpha‐Muurolen, C15H26O
- Bisabololoxid, isomer A (5–60 %), isomer B [5–60 %) och isomer C (0–8 %), C15H26O2, 3,7-dimethylocta-3,6-dienyl 3-methylbutanoate
- Calamenen, C14H18O
- Chamazulen, C14H16, 7-ethyl-1,4-dimethylazulene
- trans-β-farnesen, (7–45 %), C15H24, (6E)-7,11-dimethyl-3-methylidenedodeca-1,6,10-triene
- Enyndidicycloether [Enyndicycloether?], (2–30 %), C13H12O2,
- Guajanderivater (ca 1 %):
  - Spathulenol, C15H24O, (1aR,4aR,7S,7aR,7bR)-1,1,7-trimethyl-4-methylidene-1a,2,3,4a,5,6,7a,7b-octahydrocyclopropa[h]azulen-7-ol
  - Chamaviolin, C14H14O, 7-ethyl-4-methyl-azulene-1-carbaldehyde, 1, kraftigt violettfärgat.
- Xanthoxylin, C10H12O4, 2‐Hydroxy‐4,6‐dimethoxyacetophenon
- γ‐Terpinen, C10H18O
- λ3‐Karen, C10H16

Kamomill ingick tidigare i den svenska farmakopén, där benämnd Chamomillæ nostratis herba.
Kamomillte hjälper till med matsmältningen, gärna tillsammans med honung och mjölk.   Vitaminer och mineraler i mjölken och honungen förstärker verkan av de antioxidanter som finns i kamomillteet. [källa behövs]
En kompress med de kokta, heta blommorna påstås traditionellt läka tandvärk i inflammerade tandrötter. Det kan även användas som gurgelmedel, omslag och i bad.
Kamomill användes tidigare som en medicinalväxt. Blomkorgarna samlades in vid torrt och soligt väder, och torkades till ett upplivande, desinficerande, inflammationshämmande, kramplösande, svettdrivande och värkstillande läkemedel. Denna medicin intogs mest i infusionsform.

## Folktro
Kamomill lagd i ett barns vagga ansågs hindra djävulen från att stjäla barnet, eller trollen från att ersätta barnet med en bortbyting, som genom förtrollning liknade ett mänskligt barn.

## Bygdemål
| Namn           | Trakt        | Referens | Kommentar |
| -------------- | ------------ | -------- | --- |
|                |              |          | |
| Blå kamomill   |              | [ 6 ]    | Blå har inte med blommans färg att göra, utan avser färgen hos den av kamomill på visst sätt framställda kamomilloljan |
|                |              |          | |
| Gålkummin      | Södermanland | [ 7 ]    | Förvrängningar av kamomill                                                                                             |
| Gårdskummin    |              |          | Förvrängningar av kamomill                                                                                             |
| Kamillblomster |              |          | Förvrängningar av kamomill                                                                                             |
| Komelia        |              |          | Förvrängningar av kamomill                                                                                             |
| Komill         |              |          | Förvrängningar av kamomill                                                                                             |
| Kumminblomster |              |          | Förvrängningar av kamomill                                                                                             |
| Komenter       |              |          | Förvrängningar av kamomill                                                                                             |
|                |              |          | |
| Lukttuppor     | Dalarna      |          | Tuppor = toppar, d v s blommor (med väldoft)                                                                           |
| Matram         |              |          | |
| Moderört       |              |          | Härleds från släktnamnet Matricaria efter medeltidslatin matricis = livmoder                                           |
| Munkskallar    |              |          | |
| Sötblomster    |              |          | |
| Sötkulla       |              |          | |
| Söttuppor      | Dalarna      |          | Tuppor = toppar, d v s blommor (luktar sött)                                                                           |
| Söturt         |              |          | Urt = ört |
| Tyskentopp     |              |          | |
| Vita kryddor   |              |          | |
| Vita pigor     |              |          | |
| Vitkullor      |              | [ 8 ]    | Vitkulla har i Medelpad betytt prästkrage                                                                              |
| wiaetighae     |              |          | Även med gammalstavning skrivet hwiaetighae. Eventuellt förvrängning av Wagenitz, en botaniker som beskrivit kamomill. |

## Bilder

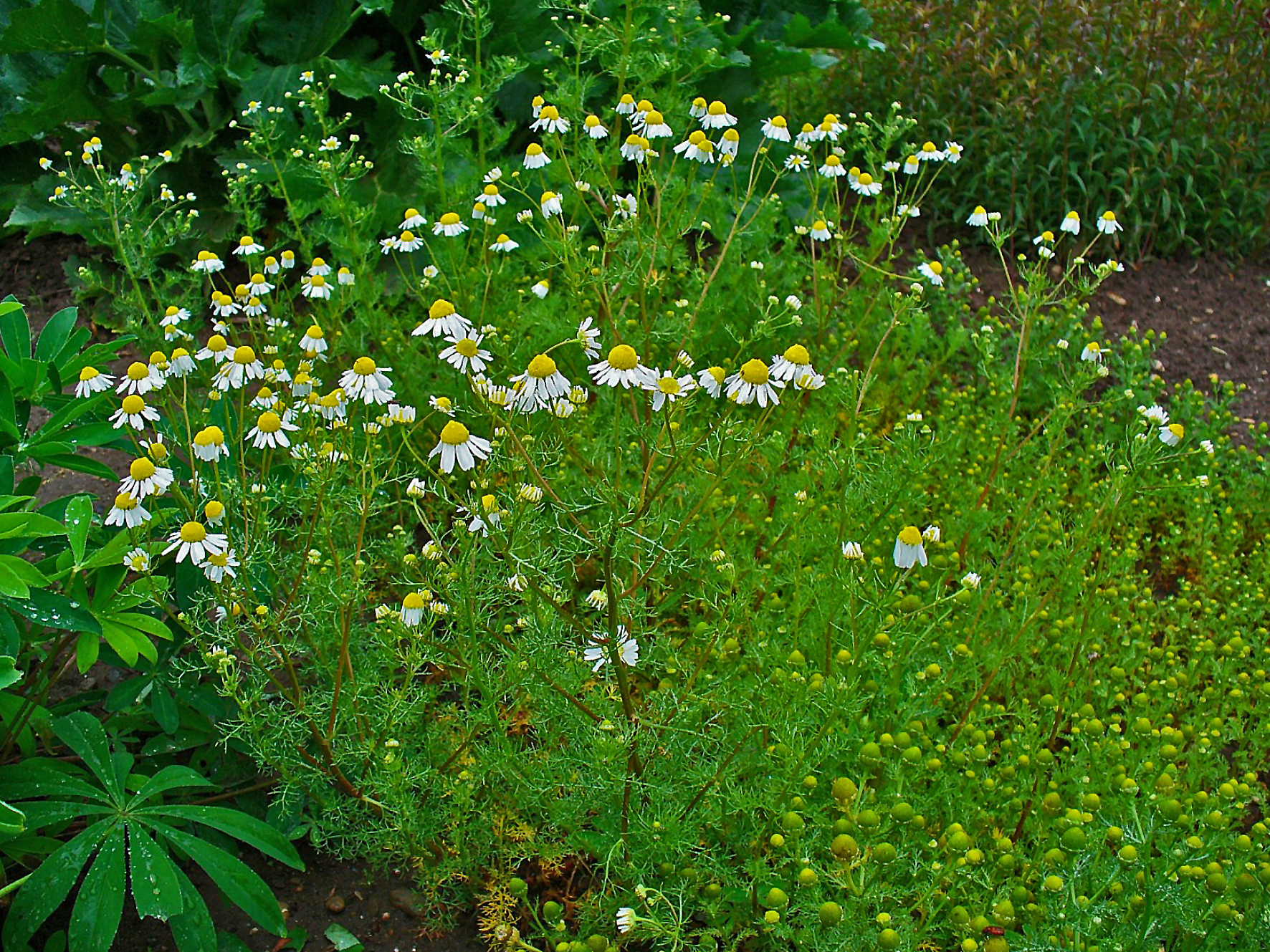
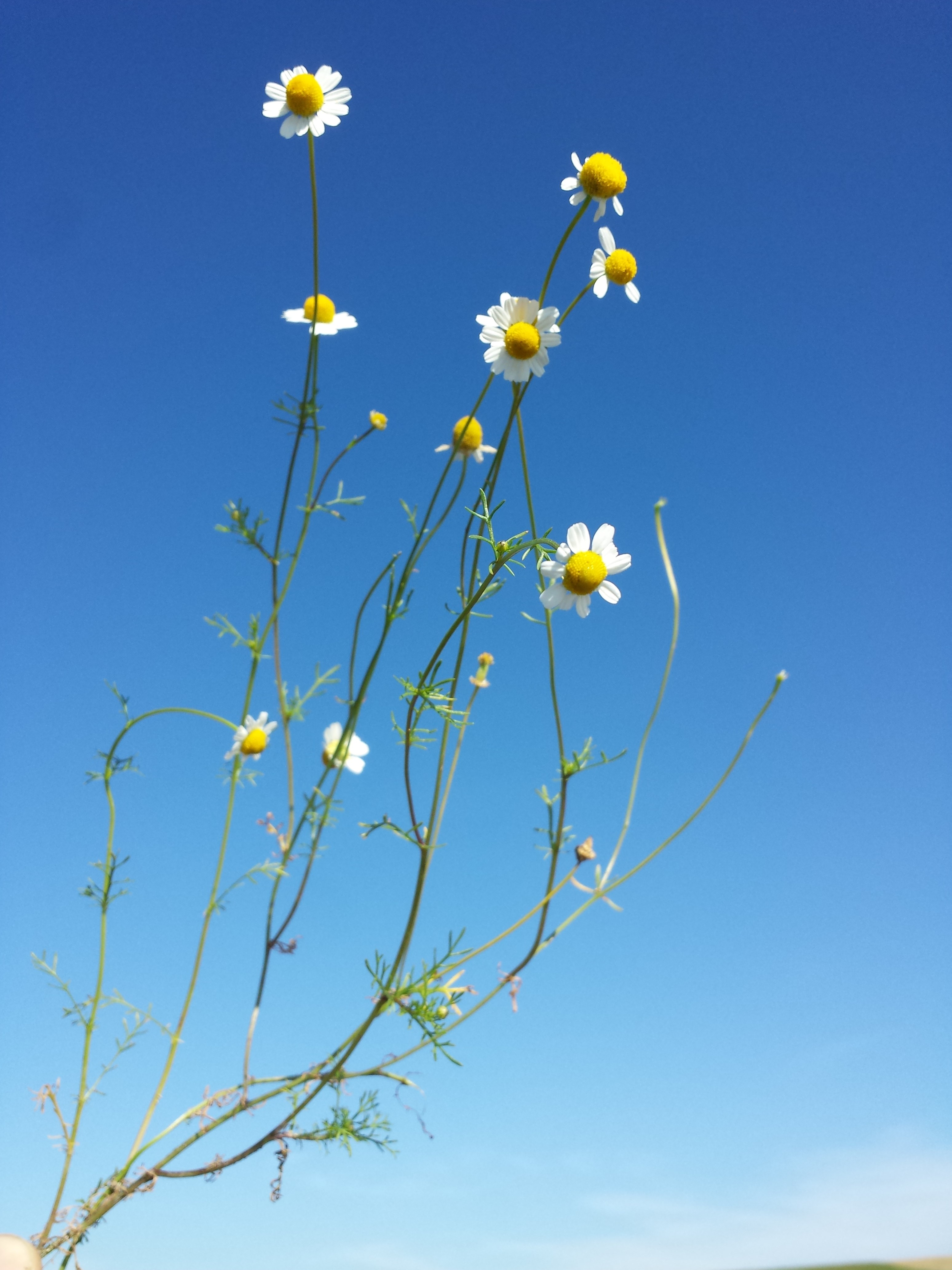
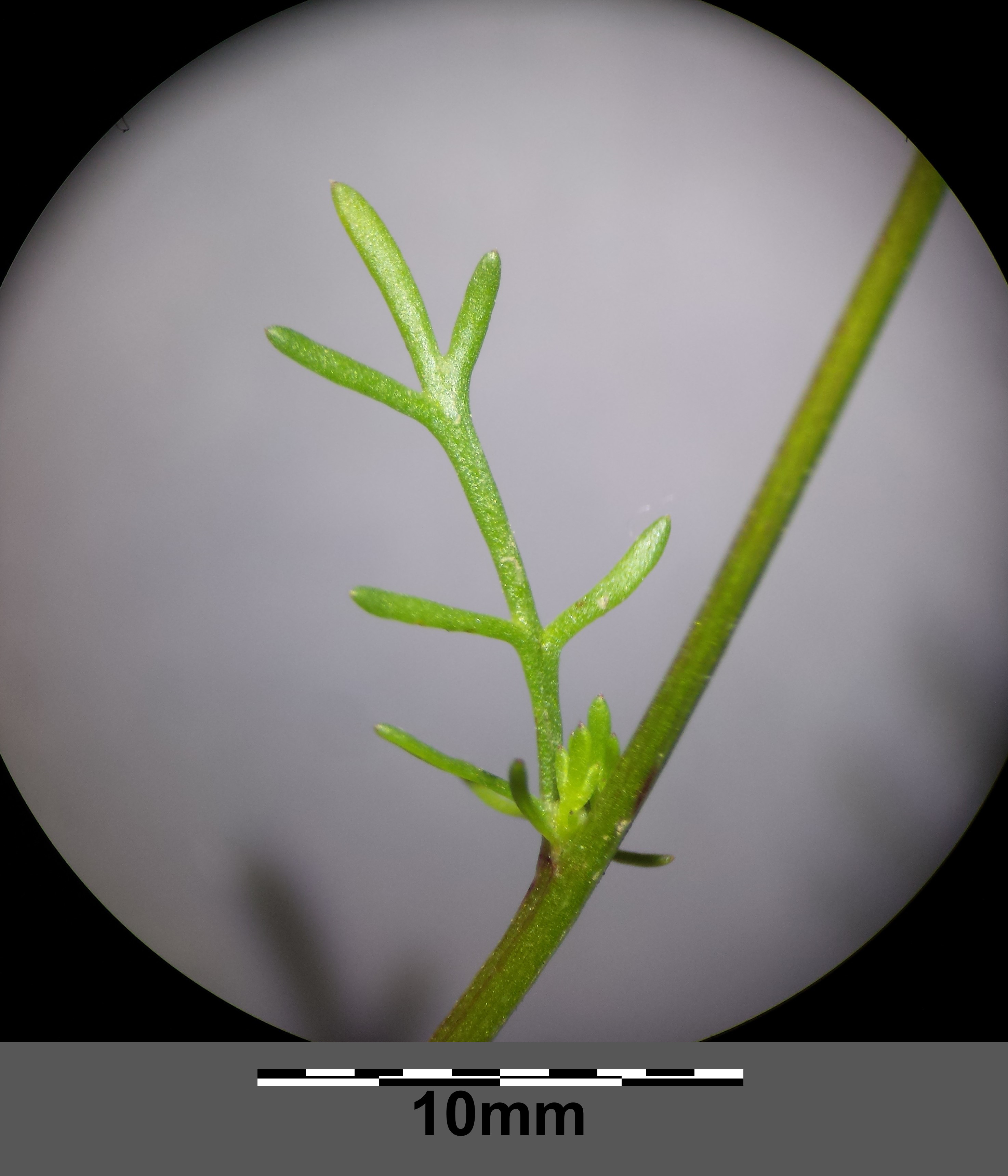
Blad
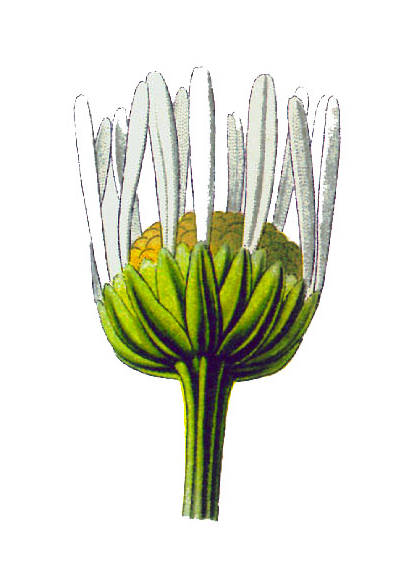
Blomknopp på väg att slå ut.
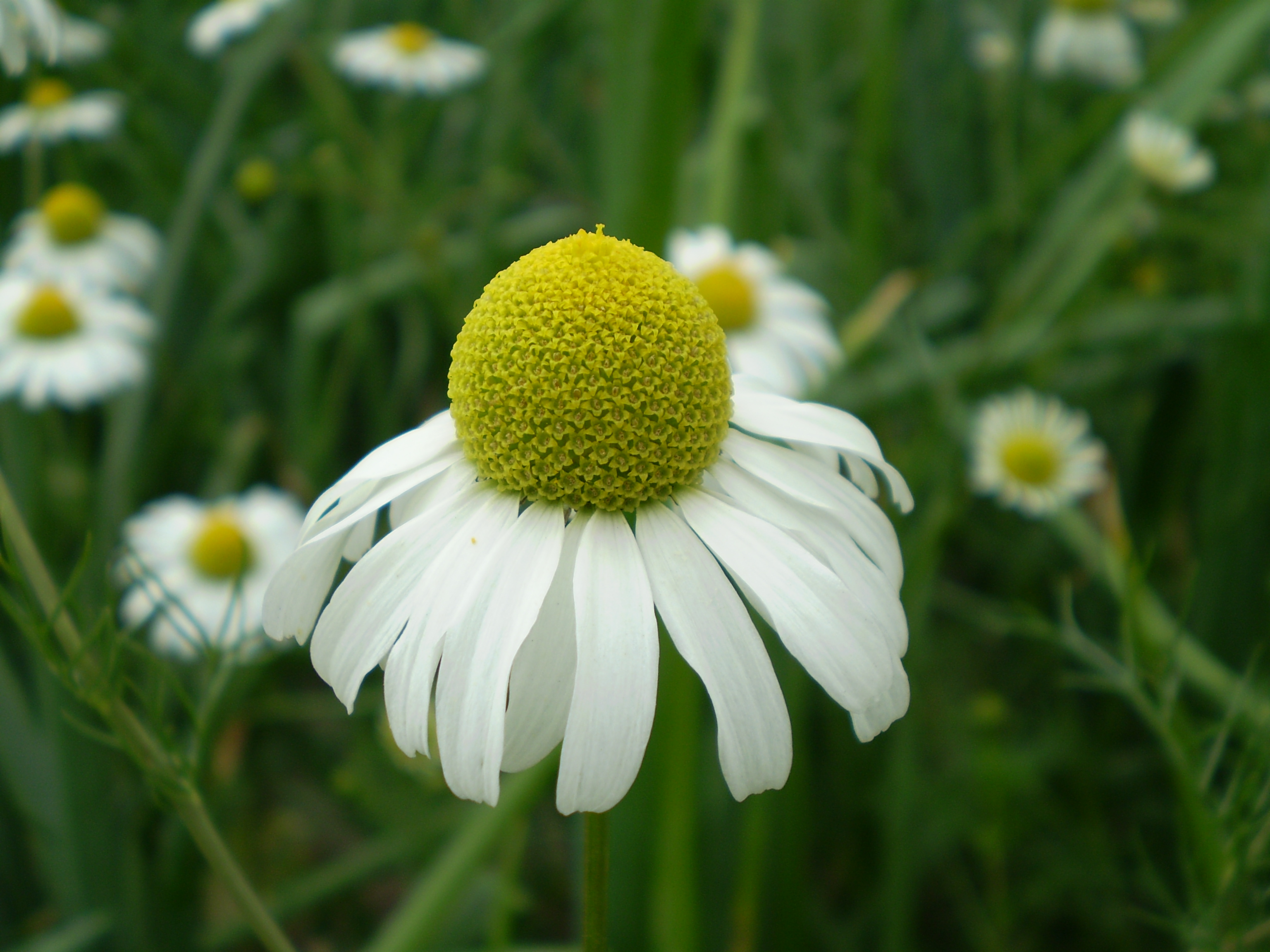
Vid slutet av blomningstiden böjer sig de vita strålbladen nedåt, och de gula diskblommorna finns bara av ett enhetligt slag.
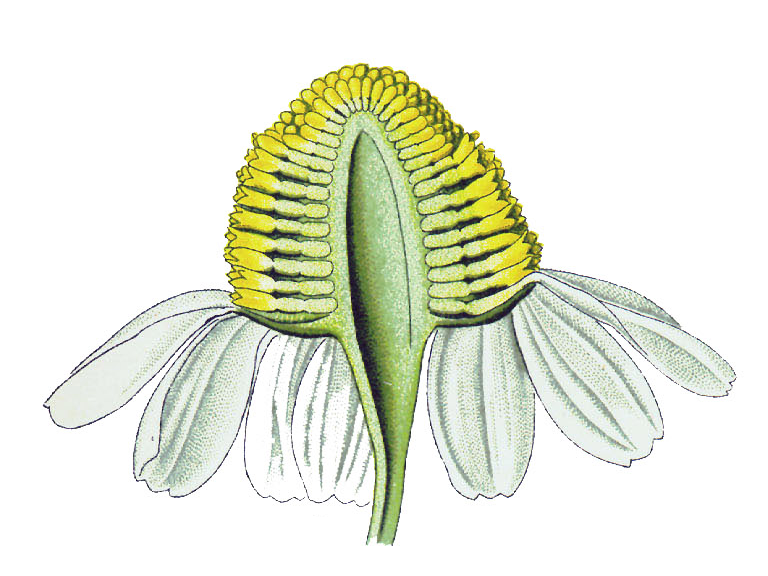
Blomkorgen är ihålig.
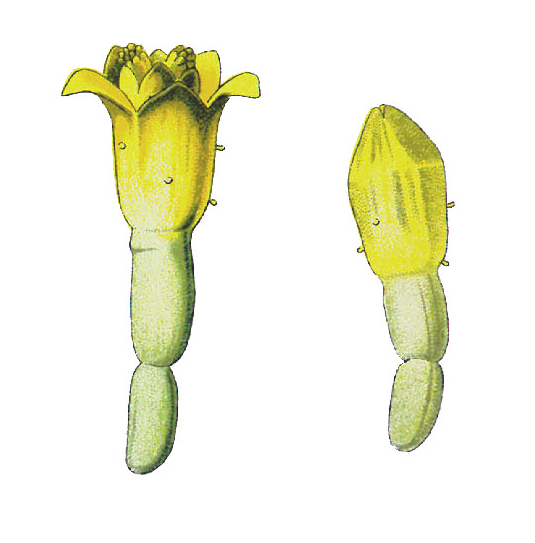
Till vänster från den nedre gruppen, till höger från den övre gruppen.
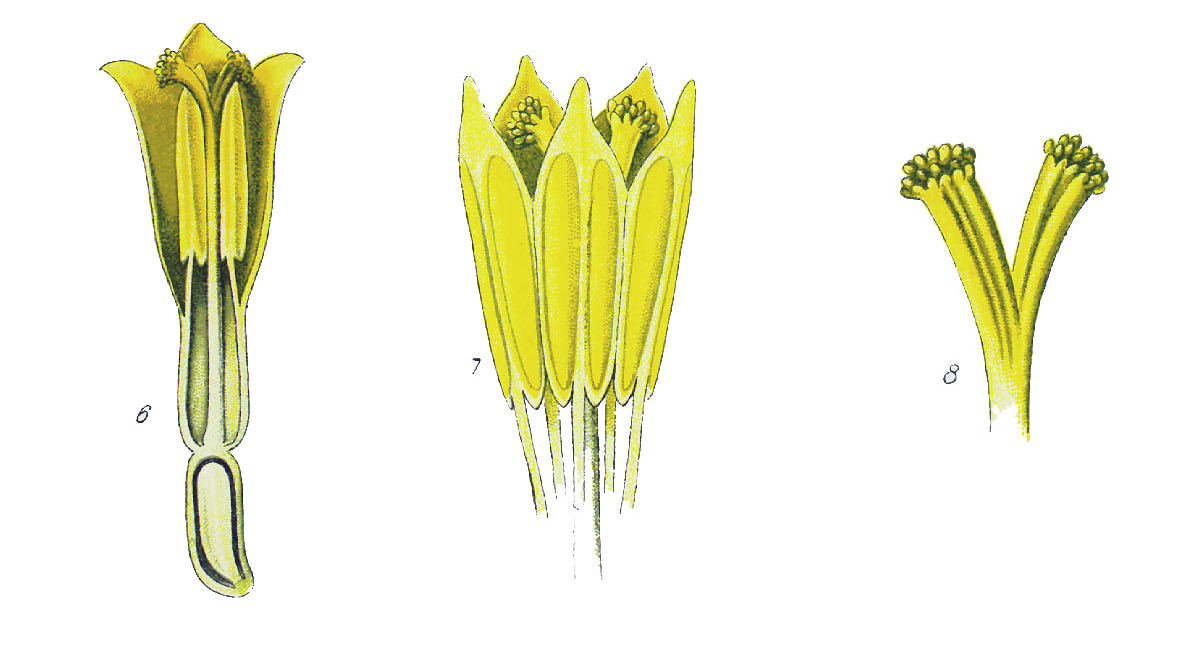
Detaljer av de fertila delarna.
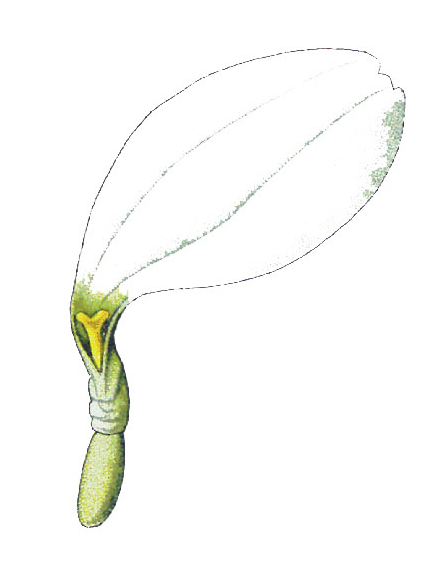
I kronbladet enbart en pistill; ståndare saknas.
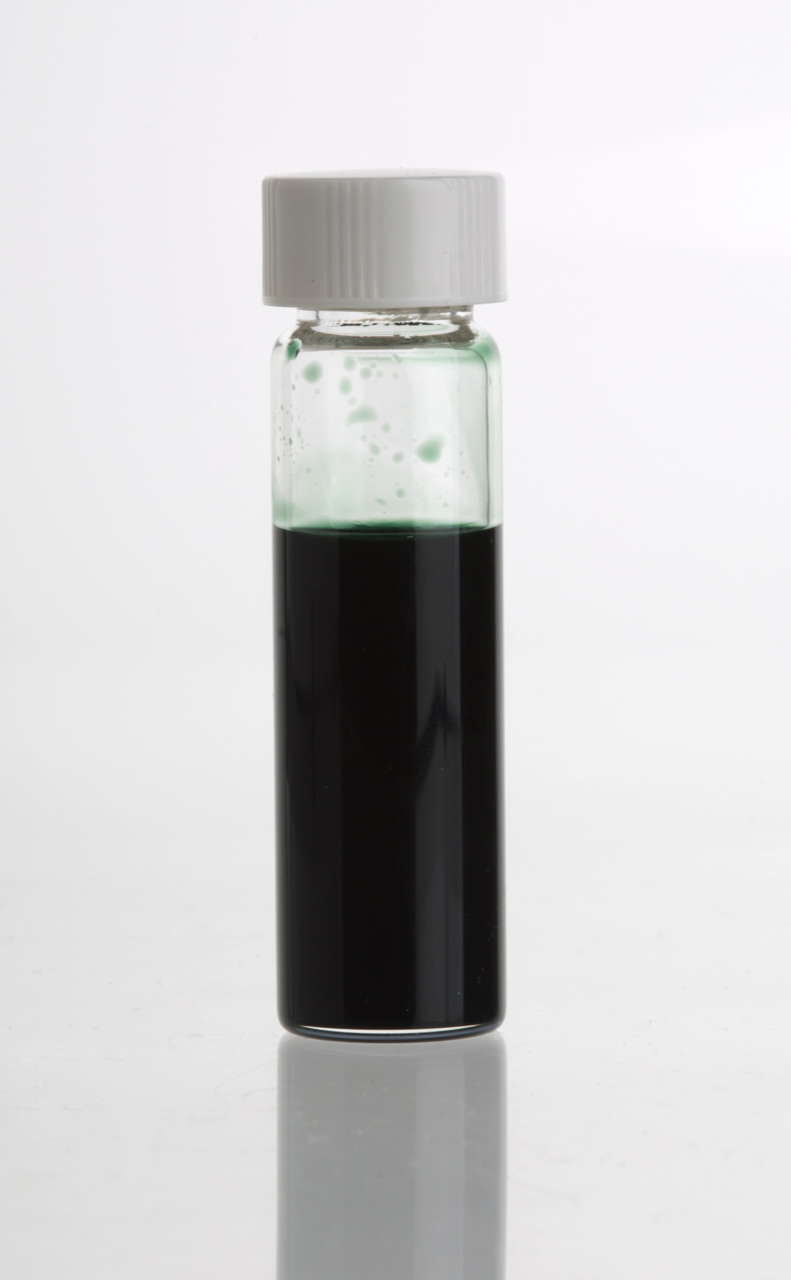
Kamomillolja.